# Pamela Bondi
Pamela Jo Bondi (Tampa, Florida, 1965. november 17. –) amerikai jogász, lobbista, politikus, 2025 óta az Egyesült Államok 87. legfőbb ügyésze. A Republikánus Párt tagja, 2011 és 2019 között Florida első női főügyésze.
Tanulmányait a Floridai és a Stetson Egyetemen végezte, pályafutását ügyészként kezdte Hillsborough megyében. 2010-ben megválasztották Florida főügyészének. 2014-ben újraválasztották. Hivatali ideje alatt szerepe volt olyan eljárásokban, mint próbálkozások az Affordable Care Act visszavonására és a floridai alkotmánymódosítás védelme az azonos neműek házasságára (annak ellenére, hogy korábban többször is LMBT-ellenes döntéseket hozott). Ezek mellett ellenezte a kannabisz egészségügyi felhasználását. Vannak kapcsolatai a szcientológiával, illetve egyszer arra kérte Florida kormányzóját, hogy halasszon el egy kivégzést, mert az egy időben volt egy adománygyűjtő eseményével.
Már 2013-ban kapott pénzt Donald Trumptól választási kampányára, majd 2019-ben csatlakozott a Fehér Ház jogi tanácsadóihoz, hogy Trump védelmén dolgozzon első felelősségre vonási eljárásában. Trump támogatója volt a 2020-as választás eredményének megváltoztatására kezdett próbálkozásaiban. 2024 novemberében, miután Matt Gaetz visszalépett a jelöléstől, Trump Bondit nevezte meg, mint következő legfőbb ügyésze. 2025 januári meghallgatásai után február 4-én hagyták jóvá jelölését, John Fetterman demokrata szenátor volt az egyetlen az ellenzékből, aki támogatta.